# Isuzu Bellett
Der Isuzu Bellett war ein von 1963 bis 1973 hergestelltes Pkw-Modell der unteren Mittelklasse des japanischen Automobilherstellers Isuzu.
Der Bellett wurde von Isuzu in Eigenregie konstruiert und ersetzte den bis dahin in Lizenz gebauten Hillman Minx. Die Bezeichnung Bellett bedeutet so viel wie „kleiner Bellel“.
Der Bellett war als zwei- oder viertürige Limousine, als zweitüriges Coupé, als seltener zweitüriger Kombi namens Bellett Express und als in noch geringerer Stückzahl gefertigter Pick-Up Isuzu Wasp erhältlich. Nachdem General Motors zu Beginn der 1970er-Jahre Anteile an Isuzu erworben hatte, wurde der Bellett durch eine Version des auf dem Opel Kadett C basierenden globalen T-Car ersetzt, die anfangs den Namen Isuzu Bellett Gemini, später einfach Isuzu Gemini hieß und mit dem Ur-Bellett wenig gemein hatte. Vom Bellett wurden insgesamt 170.737 Exemplare gefertigt.

## Limousine
Die Limousine erschien im Juni 1963, wahlweise mit einem 1,5-Liter-OHV-Benzinvierzylinder oder einem 1,8 Liter großen Dieselmotor ausgerüstet. Im April 1964 kam ein OHC-Vierzylinder mit 1,3 Litern Hubraum zusätzlich ins Angebot. 1966 erhielt die Frontpartie ein Facelift, 1967 wurde das Motorenangebot um einen 1,6-Liter mit obenliegender Nockenwelle erweitert. Im Zuge eines weiteren Facelifts im Jahr 1971 wurde dieser Motor durch einen 1800 cm³-Vierzylinder ersetzt; zugleich entfielen die Dieselvarianten.

## GT

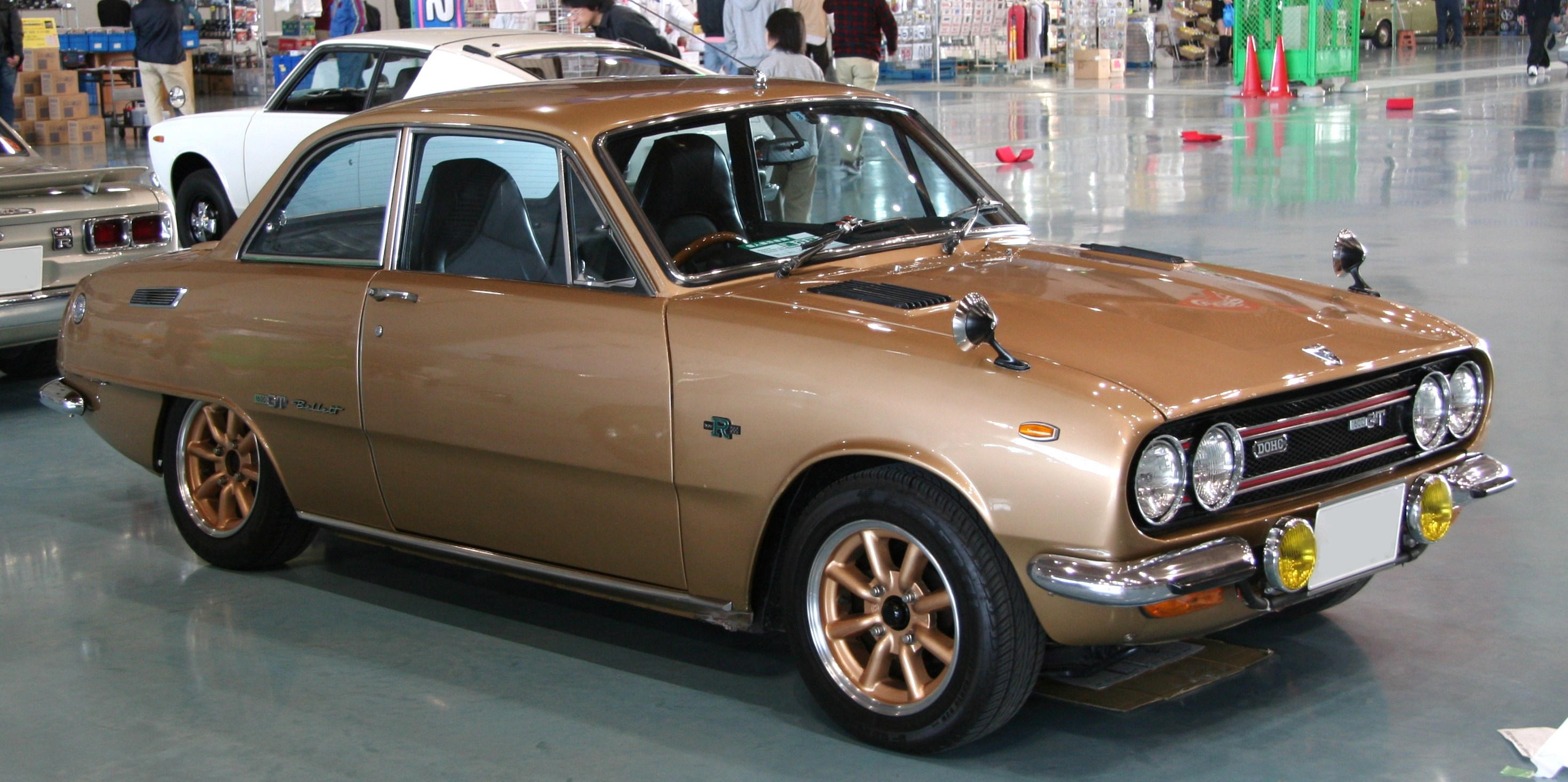
Isuzu Bellett 1600 GT

Beim Isuzu Bellett GT, der im April 1964 präsentiert wurde, handelte es sich um ein zweitüriges Coupé mit 1,6-Liter-Doppelvergasermaschine und das erste japanische Auto, das die Bezeichnung GT (Gran Turismo) trug. Im September 1964 erschien eine 1,5-Liter-Version des Coupés; zugleich erhielt es vordere Scheibenbremsen und eine geänderte Frontpartie. Im September 1967 wurde die Leistung des Basismotors erhöht und eine Fließheck-Karosserie eingeführt. Zwei Jahre darauf erhielt der 1,6-Liter eine obenliegende Nockenwelle, der 1970 durch einen 1,8-Liter abgelöst wurde.

## GT-R
Der GT-R, genau genommen GT Type-R (wie Racing=Rennsport), war die Rennversion des GT, die auch für zivile Kunden erhältlich war. Der GT-R, im September 1969 vorgestellt, besaß die 1,6-Liter-Maschine mit zwei obenliegenden Nockenwellen aus dem Isuzu 117 Coupé, Servobremsen und zahlreiche weitere Neuerungen. Optisch unterschied sich der GT-R in erster Linie durch die mattschwarz lackierte Motorhaube von den übrigen Bellett-Modellen. Der GT-R war im japanischen Motorsport sehr erfolgreich; er entstand in einer Auflage von etwa 1400 Stück.

## Isuzu Wasp

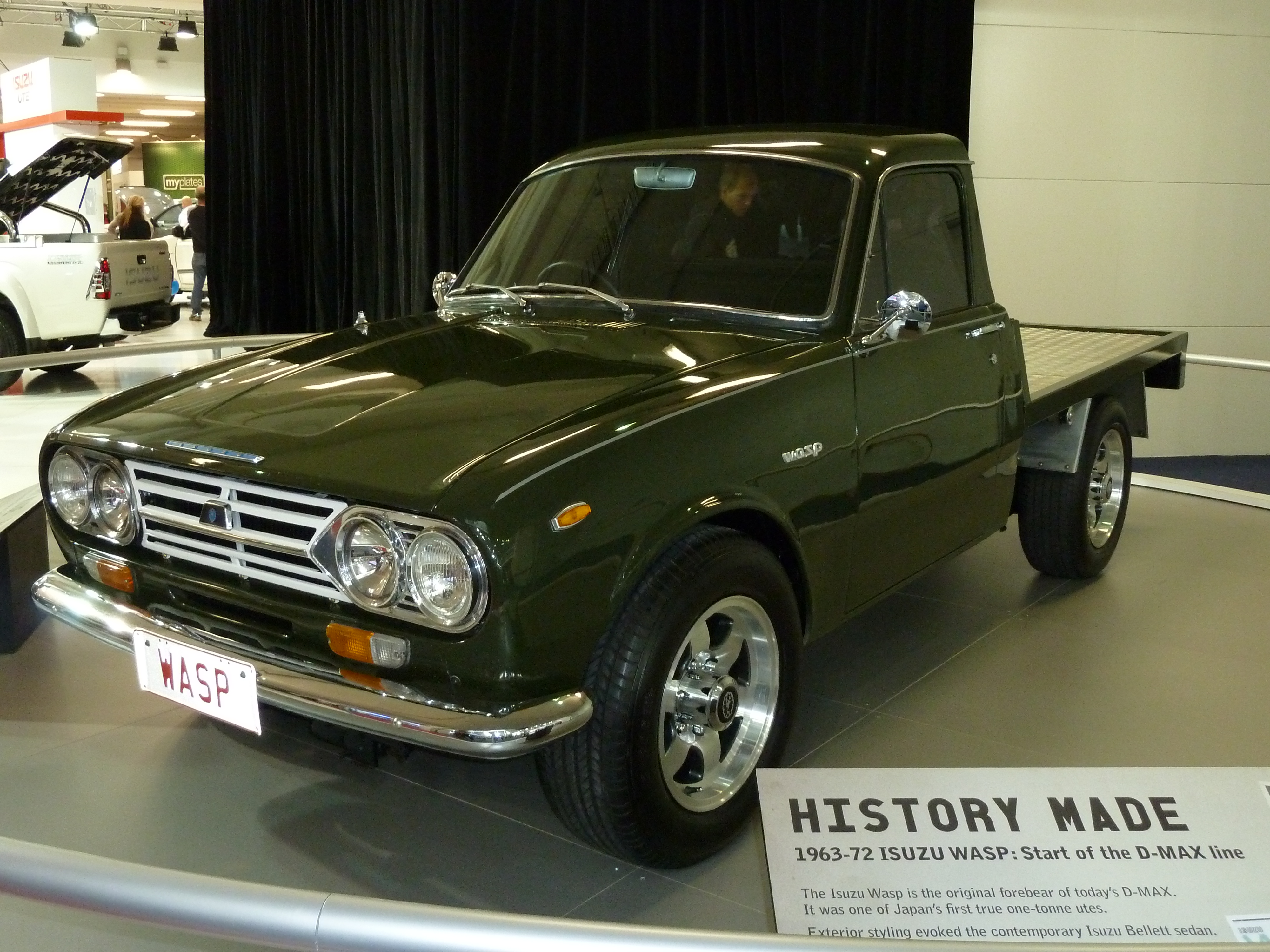
Isuzu Wasp

Als Isuzu Wasp (Wespe) wurde ab 1965 ein Fahrgestell für Aufbauten und ein Pick-up angeboten. Er hatte eine Nutzlast von 1 Tonne und wurde wahlweise vom 1,3-l-Ottomotor oder dem 1,8-l-Dieselmotor angetrieben.
Der Wasp wurde bis 1972 gebaut und dann durch den Isuzu Faster ersetzt.
| Isuzu Bellett:                   | 1300                                                                                    | 1500                                                                                    | 1600                                                                                    | 1600 GT                                                                                 | GT-R                                                                                    | 1800 GT                                                                                 | Diesel                                                                                  |
| -------------------------------- | --------------------------------------------------------------------------------------- | --------------------------------------------------------------------------------------- | --------------------------------------------------------------------------------------- | --------------------------------------------------------------------------------------- | --------------------------------------------------------------------------------------- | --------------------------------------------------------------------------------------- | --------------------------------------------------------------------------------------- |
| Motor:                           | 4-Zylinder-Reihenmotor (Viertakt)                                                       | 4-Zylinder-Reihenmotor (Viertakt)                                                       | 4-Zylinder-Reihenmotor (Viertakt)                                                       | 4-Zylinder-Reihenmotor (Viertakt)                                                       | 4-Zylinder-Reihenmotor (Viertakt)                                                       | 4-Zylinder-Reihenmotor (Viertakt)                                                       | 4-Zylinder-Reihenmotor (Viertakt)                                                       |
| Hubraum:                         | 1325 cm³                                                                                | 1471 cm³                                                                                | 1584 cm³                                                                                | 1584 cm³                                                                                | 1584 cm³                                                                                | 1817 cm³                                                                                | 1764 cm³                                                                                |
| Bohrung × Hub:                   | 75 × 75 mm                                                                              | 79 × 75 mm                                                                              | 82 × 75 mm                                                                              | 82 × 75 mm                                                                              | 82 × 75 mm                                                                              | 84 × 82 mm                                                                              | 79 × 90 mm                                                                              |
| Leistung bei 1/min:              | 51 kW (70 SAE-PS) bei 5200                                                              | 57 kW (78 SAE-PS) bei 5200                                                              | 66 kW (90 SAE-PS) bei 5400                                                              | 76 kW (103 SAE-PS) bei 5800                                                             | 88 kW (120 SAE-PS) bei 6400                                                             | 85 kW (115 SAE-PS) bei 5800                                                             | 40 kW (54 SAE-PS) bei 4000                                                              |
| Max. Drehmoment bei 1/min:       | 101 Nm bei 3000                                                                         | 114 Nm bei 2600                                                                         | 127 Nm bei 4200                                                                         | 133 Nm bei 4200                                                                         | 142 Nm bei 5000                                                                         | 152 Nm bei 4200                                                                         | 110 Nm bei 2000                                                                         |
| Verdichtung:                     | 8,5:1                                                                                   | 8,5:1                                                                                   | 8,7:1                                                                                   | 9,7:1                                                                                   | 10,3:1                                                                                  | 9,7:1                                                                                   | 22,0:1                                                                                  |
| Gemischaufbereitung:             | 1 Fallstrom-Vergaser                                                                    | 1 Fallstrom-Vergaser                                                                    | 1 Fallstrom-Vergaser                                                                    | 2 SU-Horizontalvergaser                                                                 | 2 Horizontal-Doppelvergaser Mikuni                                                      | 2 SU-Horizontalvergaser                                                                 | Diesel-Einspritzpumpe                                                                   |
| Ventilsteuerung:                 | OHV                                                                                     | OHV                                                                                     | OHC                                                                                     | OHC                                                                                     | DOHC                                                                                    | OHC                                                                                     | OHV                                                                                     |
| Kühlung:                         | Wasserkühlung                                                                           | Wasserkühlung                                                                           | Wasserkühlung                                                                           | Wasserkühlung                                                                           | Wasserkühlung                                                                           | Wasserkühlung                                                                           | Wasserkühlung                                                                           |
| Getriebe:                        | 4-Gang-Getriebe a.W. für 1500 Dreigang-Automatik Hinterradantrieb                       | 4-Gang-Getriebe a.W. für 1500 Dreigang-Automatik Hinterradantrieb                       | 4-Gang-Getriebe a.W. für 1500 Dreigang-Automatik Hinterradantrieb                       | 4-Gang-Getriebe a.W. für 1500 Dreigang-Automatik Hinterradantrieb                       | 4-Gang-Getriebe a.W. für 1500 Dreigang-Automatik Hinterradantrieb                       | 4-Gang-Getriebe a.W. für 1500 Dreigang-Automatik Hinterradantrieb                       | 4-Gang-Getriebe a.W. für 1500 Dreigang-Automatik Hinterradantrieb                       |
| Radaufhängung vorn:              | je zwei ungleich lange Dreieckslenker, Schraubenfedern                                  | je zwei ungleich lange Dreieckslenker, Schraubenfedern                                  | je zwei ungleich lange Dreieckslenker, Schraubenfedern                                  | je zwei ungleich lange Dreieckslenker, Schraubenfedern                                  | je zwei ungleich lange Dreieckslenker, Schraubenfedern                                  | je zwei ungleich lange Dreieckslenker, Schraubenfedern                                  | je zwei ungleich lange Dreieckslenker, Schraubenfedern                                  |
| Radaufhängung hinten:            | Pendelachse, Längslenker, Schraubenfedern und Querblattfeder                            | Pendelachse, Längslenker, Schraubenfedern und Querblattfeder                            | Pendelachse, Längslenker, Schraubenfedern und Querblattfeder                            | Pendelachse, Längslenker, Schraubenfedern und Querblattfeder                            | Pendelachse, Längslenker, Schraubenfedern und Querblattfeder                            | Pendelachse, Längslenker, Schraubenfedern und Querblattfeder                            | Pendelachse, Längslenker, Schraubenfedern und Querblattfeder                            |
| Bremsen:                         | Trommelbremsen rundum a.W. (bei 1600, GT-Modellen und GT-R Serie) Scheibenbremsen vorne | Trommelbremsen rundum a.W. (bei 1600, GT-Modellen und GT-R Serie) Scheibenbremsen vorne | Trommelbremsen rundum a.W. (bei 1600, GT-Modellen und GT-R Serie) Scheibenbremsen vorne | Trommelbremsen rundum a.W. (bei 1600, GT-Modellen und GT-R Serie) Scheibenbremsen vorne | Trommelbremsen rundum a.W. (bei 1600, GT-Modellen und GT-R Serie) Scheibenbremsen vorne | Trommelbremsen rundum a.W. (bei 1600, GT-Modellen und GT-R Serie) Scheibenbremsen vorne | Trommelbremsen rundum a.W. (bei 1600, GT-Modellen und GT-R Serie) Scheibenbremsen vorne |
| Lenkung:                         | Zahnstangenlenkung                                                                      | Zahnstangenlenkung                                                                      | Zahnstangenlenkung                                                                      | Zahnstangenlenkung                                                                      | Zahnstangenlenkung                                                                      | Zahnstangenlenkung                                                                      | Zahnstangenlenkung                                                                      |
| Karosserie:                      | Stahlblech, selbsttragend                                                               | Stahlblech, selbsttragend                                                               | Stahlblech, selbsttragend                                                               | Stahlblech, selbsttragend                                                               | Stahlblech, selbsttragend                                                               | Stahlblech, selbsttragend                                                               | Stahlblech, selbsttragend                                                               |
| Spurweite vorn/hinten:           | 1225/1200 mm                                                                            | 1225/1200 mm                                                                            | 1235/1215 mm                                                                            | 1260/1240 mm                                                                            | 1260/1240 mm                                                                            | 1260/1240 mm                                                                            | 1225/1200 mm                                                                            |
| Radstand:                        | 2350 mm                                                                                 | 2350 mm                                                                                 | 2350 mm                                                                                 | 2350 mm                                                                                 | 2350 mm                                                                                 | 2350 mm                                                                                 | 2350 mm                                                                                 |
| Abmessungen:                     | 4030 × 1495 × 1390 (GT:1335, GT-R: 1325) mm                                             | 4030 × 1495 × 1390 (GT:1335, GT-R: 1325) mm                                             | 4030 × 1495 × 1390 (GT:1335, GT-R: 1325) mm                                             | 4030 × 1495 × 1390 (GT:1335, GT-R: 1325) mm                                             | 4030 × 1495 × 1390 (GT:1335, GT-R: 1325) mm                                             | 4030 × 1495 × 1390 (GT:1335, GT-R: 1325) mm                                             | 4030 × 1495 × 1390 (GT:1335, GT-R: 1325) mm                                             |
| Leergewicht:                     | 910 kg                                                                                  | 915 kg                                                                                  | 915–925 kg                                                                              | 930–985 kg                                                                              | 970 kg                                                                                  | 945 kg                                                                                  | 990 kg                                                                                  |
| Höchstgeschwindigkeit:           | 145 km/h                                                                                | 150 km/h                                                                                | 160 km/h                                                                                | 165–170 km/h                                                                            | 190 km/h                                                                                | 180 km/h                                                                                | 110 km/h                                                                                |
| 0–100 km/h:                      | n.a.                                                                                    | n.a.                                                                                    | n.a.                                                                                    | n.a.                                                                                    | n.a.                                                                                    | n.a.                                                                                    | n.a.                                                                                    |
| Verbrauch (Liter/100 Kilometer): | 7,5–10 S                                                                                | 8–11 S                                                                                  | 10–13 S                                                                                 | 11–14 S                                                                                 | 11–15 S                                                                                 | 10–15 S                                                                                 | 4,8 D                                                                                   |
| Preis (Schweiz, SFr):            | --                                                                                      | 8.750 (1965)                                                                            | --                                                                                      | 16.000 (1965)                                                                           | --                                                                                      | --                                                                                      | --                                                                                      |